# Derek MacKenzie
Derek MacKenzie (né le 11 juin 1981 à Sudbury dans la province de l'Ontario au Canada) est un joueur professionnel canadien de hockey sur glace jouant dans la Ligue nationale de hockey.

## Carrière
Il fait son stage au niveau junior dans la Ligue de hockey de l'Ontario avec l'équipe représentant sa ville natale, les Wolves de Sudbury, pour qui il joue durant quatre saisons, accumulant un total de 253 points en 257 rencontres.
Durant l'été 1999, Mackenzie se voit être nommé le choix de cinquième ronde des Thrashers d'Atlanta lors du repêchage d'entrée dans la LNH 1999.
À la suite de sa brillante carrière junior, il passa professionnel en 2001 rejoignant le club affilié aux Thrashers dans la Ligue américaine de hockey, les Wolves de Chicago. Au printemps de cette même saison, il récolte six points en 25 rencontres en séries éliminatoires et aide les Wolves à remporter la Coupe Calder, remise à l'équipe championne des séries.
MacKenzie fait ensuite la navette entre les Thrashers et les Wolves durant les saisons suivantes jusqu'à ce que son contrat d'une durée de six ans arrive à son terme à la fin de la saison 2006-2007.
À l'été 2007, voyant qu'aucun avenir ne lui était réservé dans la LNH avec les Thrashers, il signa un contrat avec les Blue Jackets de Columbus.
Au niveau international, il aide l'équipe junior du Canada à remporter la médaille d'or lors du tournoi mondial des moins de 18 ans en 1998 et il remporte la médaille de bronze lors du championnat du monde junior de hockey sur glace.
Le 9 novembre 2022, il est nommé entraîneur-chef des Wolves de Sudbury, dans la Ligue de hockey de l'Ontario. Il s'agit d'un retour pour lui dans sa ville natale en tant qu'entraîneur de l'équipe pour laquelle il a effectué son parcours junior.

## Statistiques
Pour les significations des abréviations, voir Statistiques du hockey sur glace.
| Saison     | Équipe                   | Ligue      |     | Saison régulière | Saison régulière | Saison régulière | Saison régulière | Saison régulière |   | Séries éliminatoires | Séries éliminatoires | Séries éliminatoires | Séries éliminatoires | Séries éliminatoires |
| Saison     | Équipe                   | Ligue      | PJ  | B                | A                | Pts              | Pun              | PJ               | B | A                    | Pts                  | Pun                  |                      |                      |
| 1997-1998  | Wolves de Sudbury        | LHO        | 59  | 9                | 11               | 20               | 26               | 10               | 0 | 1                    | 1                    | 6                    |                      |                      |
| 1998-1999  | Wolves de Sudbury        | LHO        | 68  | 22               | 65               | 87               | 74               | 4                | 2 | 4                    | 6                    | 2                    |                      |                      |
| 1999-2000  | Wolves de Sudbury        | LHO        | 68  | 24               | 33               | 57               | 110              | 12               | 5 | 9                    | 14                   | 16                   |                      |                      |
| 2000-2001  | Wolves de Sudbury        | LHO        | 62  | 40               | 49               | 89               | 89               | 12               | 6 | 8                    | 14                   | 16                   |                      |                      |
| 2001-2002  | Wolves de Chicago        | LAH        | 68  | 13               | 12               | 25               | 80               | 25               | 4 | 2                    | 6                    | 20                   |                      |                      |
| 2001-2002  | Thrashers d'Atlanta      | LNH        | 1   | 0                | 0                | 0                | 2                | -                | - | -                    | -                    | -                    |                      |                      |
| 2002-2003  | Wolves de Chicago        | LAH        | 80  | 14               | 18               | 32               | 97               | 9                | 0 | 0                    | 0                    | 4                    |                      |                      |
| 2003-2004  | Thrashers d'Atlanta      | LNH        | 12  | 0                | 1                | 1                | 10               | -                | - | -                    | -                    | -                    |                      |                      |
| 2003-2004  | Wolves de Chicago        | LAH        | 63  | 19               | 16               | 35               | 67               | 10               | 7 | 1                    | 8                    | 13                   |                      |                      |
| 2004-2005  | Wolves de Chicago        | LAH        | 78  | 13               | 20               | 33               | 87               | 18               | 5 | 6                    | 11                   | 33                   |                      |                      |
| 2005-2006  | Thrashers d'Atlanta      | LNH        | 11  | 0                | 1                | 1                | 8                | -                | - | -                    | -                    | -                    |                      |                      |
| 2005-2006  | Wolves de Chicago        | LAH        | 36  | 10               | 12               | 22               | 48               | -                | - | -                    | -                    | -                    |                      |                      |
| 2006-2007  | Thrashers d'Atlanta      | LNH        | 4   | 0                | 0                | 0                | 0                | -                | - | -                    | -                    | -                    |                      |                      |
| 2006-2007  | Wolves de Chicago        | LAH        | 52  | 14               | 23               | 37               | 62               | -                | - | -                    | -                    | -                    |                      |                      |
| 2007-2008  | Crunch de Syracuse       | LAH        | 62  | 25               | 24               | 49               | 46               | 13               | 6 | 8                    | 14                   | 22                   |                      |                      |
| 2007-2008  | Blue Jackets de Columbus | LNH        | 17  | 2                | 0                | 2                | 8                | -                | - | -                    | -                    | -                    |                      |                      |
| 2008-2009  | Crunch de Syracuse       | LAH        | 64  | 22               | 30               | 52               | 50               | -                | - | -                    | -                    | -                    |                      |                      |
| 2008-2009  | Blue Jackets de Columbus | LNH        | 1   | 0                | 0                | 0                | 2                | -                | - | -                    | -                    | -                    |                      |                      |
| 2009-2010  | Crunch de Syracuse       | LAH        | 47  | 17               | 30               | 47               | 30               | -                | - | -                    | -                    | -                    |                      |                      |
| 2009-2010  | Blue Jackets de Columbus | LNH        | 18  | 1                | 3                | 4                | 0                | -                | - | -                    | -                    | -                    |                      |                      |
| 2010-2011  | Blue Jackets de Columbus | LNH        | 63  | 9                | 14               | 23               | 22               | -                | - | -                    | -                    | -                    |                      |                      |
| 2011-2012  | Blue Jackets de Columbus | LNH        | 66  | 7                | 7                | 14               | 40               | -                | - | -                    | -                    | -                    |                      |                      |
| 2012-2013  | Blue Jackets de Columbus | LNH        | 43  | 3                | 5                | 8                | 36               | -                | - | -                    | -                    | -                    |                      |                      |
| 2013-2014  | Blue Jackets de Columbus | LNH        | 71  | 9                | 9                | 18               | 175              | 6                | 1 | 0                    | 1                    | 2                    |                      |                      |
| 2014-2015  | Panthers de la Floride   | LNH        | 82  | 5                | 6                | 11               | 45               | -                | - | -                    | -                    | -                    |                      |                      |
| 2015-2016  | Panthers de la Floride   | LNH        | 64  | 6                | 7                | 13               | 36               | 6                | 0 | 1                    | 1                    | 4                    |                      |                      |
| 2016-2017  | Panthers de la Floride   | LNH        | 82  | 6                | 10               | 16               | 50               | -                | - | -                    | -                    | -                    |                      |                      |
| 2017-2018  | Panthers de la Floride   | LNH        | 75  | 3                | 11               | 14               | 31               | -                | - | -                    | -                    | -                    |                      |                      |
| 2018-2019  | Panthers de la Floride   | LNH        | 1   | 0                | 0                | 0                | 0                | -                | - | -                    | -                    | -                    |                      |                      |
| Totaux LNH | Totaux LNH               | Totaux LNH | 611 | 51               | 74               | 125              | 337              | 12               | 1 | 1                    | 2                    | 6                    |                      |                      |

### Statistiques en équipe nationale
| Année | Équipe               | Compétition                 |   | PJ | B | A | Pts | Pun                |  | Résultat |
| 2001  | Équipe Canada Junior | Championnat du monde junior | 7 | 1  | 2 | 3 | 4   | Médaille de bronze |  |          |

## Honneurs et trophées
- Vainqueur de la médaille d'or avec le Canada au tournoi mondial des moins de 18 ans en 1998.
- Vainqueur de la médaille de bronze avec le Canada au Championnat du monde junior de hockey sur glace en 2001.

## Transactions en carrière
- Repêchage 1999 : repêché par les Thrashers d'Atlanta (5e choix de l'équipe, 128e au total).
- Été 2007 : signe à titre d'agent libre avec les Blue Jackets de Columbus.
- 1er juillet 2014 : signe à titre d'agent libre avec les Panthers de la Floride.